# GMTV
GMTV – były nadawca telewizji śniadaniowej brytyjskiej stacji ITV. Rozpoczął nadawanie 1 stycznia 1993 roku po zniknięciu z anteny TV-am. W listopadzie 2009 r. ITV kupiło 25% akcji GMTV Limited należących do Disneya. Tuż po dokonaniu transakcji ITV ogłosiło koniec programu. Ostatni odcinek został nadany 3 września 2010 r. Jego następcą został program Daybreak.

## Konkurenci
- BBC Breakfast (BBC One)
- Sunrise (Sky News)
- ramówka poranna Channel 4